# Richard Blund
Richard Blund (auch Albus, Blundus, Blond oder Blondy) († um 26. Dezember 1257 in Exeter) war ein englischer Geistlicher. Ab 1244 war er Bischof von Exeter.

## Herkunft und Aufstieg zum Bischof
Richard Blund stammte aus einer angesehenen Familie aus Exeter. Sein Vater war Hugh Blund, sein Bruder Hilary hatte von 1224 bis 1230 und erneut von etwa 1234 bis 1235 das Amt des Provost der Stadt inne. Über seine Jugend und Ausbildung ist fast nichts bekannt, doch da er als Magister bezeichnet wurde, wird er eine Universität besucht haben. Er wurde Kanoniker und schließlich Kanzler an der Kathedrale von Exeter. Nach dem Tod von Bischof William Briwere wählte das Kathedralkapitel Blund zum neuen Bischof, um das Reformwerk von Briwere fortzusetzen. König Heinrich III. bestätigte die Wahl am 30. Januar und erneut am 17. April 1245. Am 22. Oktober erfolgte die Bischofsweihe durch Erzbischof Bonifatius von Canterbury in Reading. Der König schenkte ihm zur anschließenden Feier das Wildbret von sechs Rehen aus den königlichen Forsten.

## Bischof von Exeter
Aus Blunds Amtszeit sind nur 35 Urkunden und Schriftstücke bekannt, von denen viele nicht datiert und keines von Zeugen besiegelt ist. Damit gibt es fast keine Informationen über seine Amtsführung. Am 6. Januar 1247 bestätigte er eine von Bischof Henry Marshal erreichte Einigung zwischen dem Kathedralkapitel und dem Archidiakon von Exeter, doch andererseits versuchte er die Autorität des Bischofs zu stärken, indem er dem Dekan und dem Kathedralkapitel untersagte, über die Stadt Exeter ein Interdikt zu verhängen. Politisch trat er wenig in Erscheinung. Am 17. Juni 1244 nahm er an der Weihe von Beaulieu Abbey teil, an der auch der König und die Königin teilnahmen. Im Frühjahr 1253 nahm er an einer Parlamentsversammlung teil, bei der er zusammen mit anderen Bischöfen denjenigen die Exkommunikation androhte, die gegen die Bestimmungen der Magna Carta verstießen.
Das bekannteste Ereignis seiner Amtszeit geschah, als Blund tot oder sterbend im Bischofspalast in Exeter lag. Eine Gruppe von neun Angehörigen seines Haushalts, darunter sein Kanzler und Chamberlain Walter of Loddiswell, der Notar und Kanzleibeamte Richard of Totnes, John fitz Robert, der Offizial des Bischofs sowie der bischöfliche Kaplan Henry nutzten die Gelegenheit, um eine Reihe von Urkunden zu schreiben und mit dem bischöflichen Siegel zu versehen, um noch eine Reihe von Ämtern und Pfründen zu vergeben. Blunds Nachfolger Walter of Bronescombe erfuhr von diesen gefälschten Urkunden und begann eine Untersuchung, doch letztlich wurde der Vorfall nach 1259 verheimlicht und nicht aufgeklärt. 
Blund galt selbst als untadeliger Geistlicher. Der Chronist Matthew Paris bezeichnete ihn aufgrund seines Charakters und seiner Bildung als würdigen Bischof. Blund hinterließ dem Kathedralschatz Gewänder und Schmuckstücke.